# Карл Клоусон Еплінг
Карл Клоусон Еплінг (англ. Carl Clawson Epling або англ. Carl Clawson Eppling, 15 квітня 1894 — 17 листопада 1968) — видатний американський ботанік, професор ботаніки, почесний професор ботаніки, міколог, еволюційний біолог та почесний доктор юридичних наук.

## Біографія
Карл Клоусон Еплінг народився 15 квітня 1894року.
У1922-1924 роках він був агентом Міністерства сільського господарства США.
У 1944-1961 роках Еплінг був систематиком на Сільськогосподарській експериментальній станції.
У1945-1961 роках Карл Клоусон Еплінг був професором ботаніки Каліфорнійського університету в Лос-Анджелесі. У 1961 році Еплінг став почесним професором ботаніки. У 1963 році він став почесним доктором юридичних наук Каліфорнійського університету у Лос-Анджелесі.
Ранні дослідження Еплінга були зосереджені на систематиці, особливо американських рослин родини Глухокропивові, але зростаючий інтерес до еволюційних досліджень привів його до генетики, біогеографії та експериментального підходу.
Він зробив значний внесок у ботаніку, описавши багато видів насіннєвих рослин.
Карл Клоусон Еплінг помер у місті Санта-Моніка 17 листопада 1968 року.

## Наукова діяльність
Карл Клоусон Еплінг спеціалізувася на насіннєвих рослинах та на мікології.

## Публікації
- 1944: «Contributions to the Genetics, Taxonomy, and Ecology of Drosophila pseudoobscura and Its Relatives» in Carnegie Institution of Washington Publication 554, with Theodosius Dobzhansky[3].